# Kinh Khẩu
Kinh Khẩu chữ Hán phồn thể:京口區, chữ Hán giản thể: 京口区) là một quận thuộc địa cấp thị Trấn Giang, tỉnh Giang Tô, Cộng hòa Nhân dân Trung Hoa. Đây là trung tâm kinh tế, chính trị, khoa học và văn hóa của Trấn Giang. Quận này có diện tích 115 ki-lô-mét vuông, dân số 410.000 người. Mã số bưu chính là 212001. Kinh Khẩu khu vực quân sự quan trọng của hạ lưu Trường Giang thời Lục triều. Về mặt hành chính, quận này được chia thành 4 nhai đạo, 2 trấn, 1 hương.
- Nhai đạo: Đại Thị Khẩu, Kiện Khang Lộ, Tứ Bài Lâu, Chính Đông Lộ.
- Trấn: Đan Đồ, Gián Bích.
- Hương: Tượng Sơn.